# Crossgar
Crossgar (an Chrois Ghearr in gaelico irlandese) è un villaggio dell'Irlanda del Nord, situato nella contea di Down.